# The Strokes

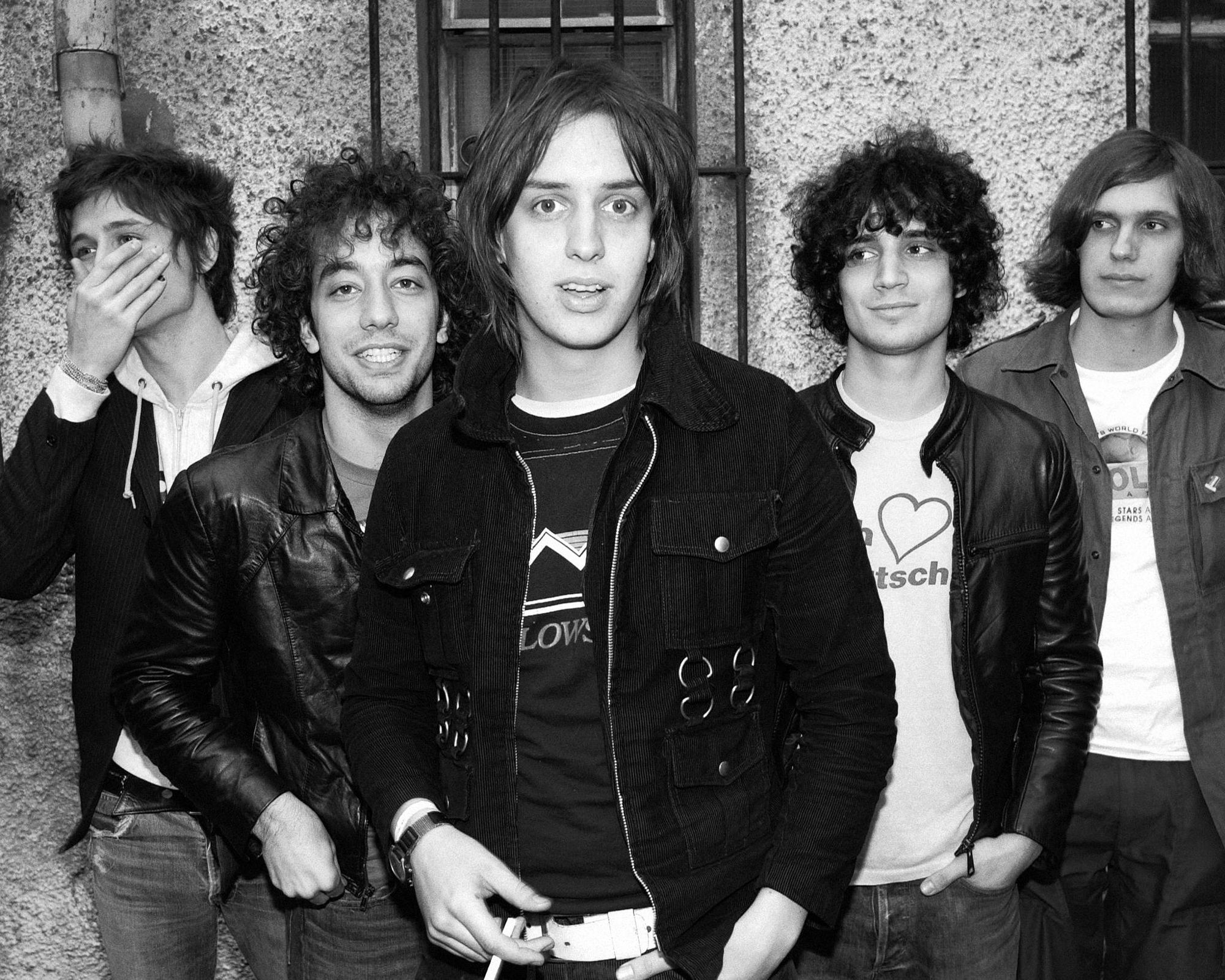
The Strokes 2002

The Strokes är ett amerikanskt rockband från New York bildat 1999. Bandet spelar indierock (inspirerad av 1960-talsmusik) och indiepop/indierock. I The Strokes musik hörs influenser från grupper som Velvet Underground, Guided by Voices och Television.
Bandet blev populära i framför allt Storbritannien 2001 genom debutalbumet Is This It. Två år senare, 2003, kom deras andra album Room on Fire. 
År 2006 släpptes deras tredje album, First Impressions of Earth. The Strokes bytte musikproducent inför detta albumet, från Gordon Raphael till David Kahne, och har beskrivit det som en annorlunda och experimentell skiva. Det hörs också en förändring.
Bandets fjärde album, Angels, släpptes 2011, och gruppens femte album, Comedown Machine släpptes 2013. År 2020 släppte bandet sitt sjätte album, The New Abnormal.

## The Strokes i Sverige
The Strokes har spelat i Sverige nio gånger; 3 juli 2001 på Kulturbolaget (KB) i Malmö, 5 juli 2001 på Münchenbryggeriet, 4 mars 2002 på Cirkus, 9 december 2005 på Debaser, 16 juni 2006 på Hultsfredsfestivalen, 1 juli 2011 på Peace & Love-festivalen i Borlänge och på en hemlig spelning på Debaser, samt den 8 juni 2022 på Rosendal Garden Party.
Bandet skulle ha spelat på Way Out West 2020, men festivalen blev inställd på grund av covid-19-pandemin.

## Bandmedlemmar
- Julian Casablancas – sång (1998– )
- Nick Valensi – sologitarr, keyboard, bakgrundssång (1998– )
- Albert Hammond Jr. – rytmgitarr, keyboard, bakgrundssång (1998– )
- Nikolai Fraiture – basgitarr (1998– )
- Fabrizio Moretti – trummor, slagverk (1998– )

## Diskografi

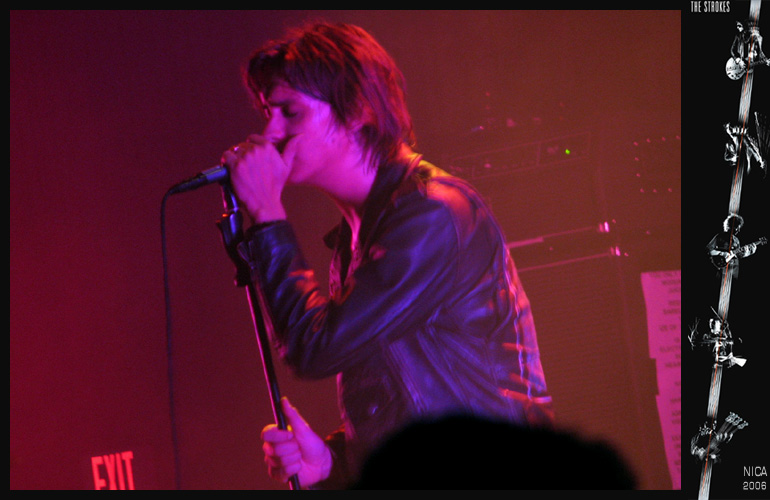
Julian Casablancas, sångare i The Strokes.

### Studioalbum
- 2001 - Is This It
- 2003 - Room on Fire
- 2006 - First Impressions of Earth
- 2011 - Angles
- 2013 - Comedown Machine
- 2020 - The New Abnormal

### EP
- 2001 - The Modern Age
- 2016 - Future Present Past

### Singlar
- 2001 - Hard to Explain / New York City Cops
- 2001 - Last Nite
- 2002 - Someday
- 2003 - 12:51
- 2004 - Reptilia
- 2004 - The End Has No End
- 2005 - Juicebox
- 2006 - Heart in a Cage
- 2006 - You Only Live Once
- 2011 - Under Cover of Darkness
- 2011 - Taken for a Fool
- 2013 - All the Time
- 2016 - Oblivius
- 2020 - At the Door
- 2020 - Bad Decisions
- 2020 - Brooklyn Bridge to Chorus

### Annat
- Live in London (utgivning stoppades av bandet då de ej var nöjda med produktionen)